# Chlamydostachya
Chlamydostachya là chi thực vật có hoa trong họ Acanthaceae.